# 2003 UEFA 챔피언스리그 결승전
2003 UEFA 챔피언스리그 결승전은 잉글랜드 맨체스터의 올드 트래퍼드에서 2003년 5월 28일에 열린 2002-03년 UEFA 챔피언스리그의 우승팀을 가리기 위한 경기였다. 이 경기에 참여한 두 팀은 유벤투스와 밀란으로 모두 이탈리아 팀들이었다. 이 챔피언스리그 결승전은 두 이탈리아 팀들이 맞대결하는 첫 결승전이었다. 또한 이 결승전은 챔피언스리그 역사상 같은 국적 팀들간의 2번째 결승 맞대결로, 첫 번째 같은 국적의 팀들간 맞대결은 두 스페인 팀들이 경합한 3년전의 2000년 결승전이다. 밀란은 연장전까지 득점없이 0-0으로 비긴 후, 승부차기에서 3-2로 이기며 우승을 거두었다. 이는 밀란의 챔피언스리그 6번째 우승이었다.

## 배경
유벤투스는 이 시즌에 27번째 스쿠데토를 차지하였다. 반면 밀란은 리그를 유벤투스보다 16점이나 적은 4위로 마감하였고, 원칙적으로 3차 예선전을 통과하여야 했다. 두 팀간의 리그 경기에서, 2001-02 시즌의 2001년 12월 9일에 카를로 안첼로티의 팀은 산 시로에서 1-1로 비겼고, 이듬해 4월 14일 마르첼로 리피의 팀은 델레 알피에서 1-0 승리를 거두었다. 두 팀은 코파 이탈리아 경기에서도 만났는데, 준결승전에서 유벤투스가 3-2로 승리하였다.

## 결승까지의 경기

### 밀란
밀란은 1차 조별리그에서 바이에른 뮌헨, 랑스, 데포르티보와 G조에 편성되었고, 이 조에서 1위로 2차 조별리그에 합류하였다. 이후 레알 마드리드, 도르트문트, 로코모티프 모스크바와 편성된 C조에서도 조 1위로 올라갔는데, 각 상대에게 1승 1패 (1-0, 1-3), 1승 1패 (0-1, 1-0), 2승 (1-0, 1-0) 을 거두었다. 이후 8강전에서 아약스를 만나 1차전 원정에서 득점없이 비긴 후, 안방에서의 2차전에서 3-2 승리를 거두었다. 준결승전에서, 같은 연고지의 인테르나치오날레를 만나 두번 비겼으나 (0-0, 1-1), 원정 다득점의 행운을 잡고 결승전에 진출하였다.

### 유벤투스
유벤투스는 1차 조별리그에서 뉴캐슬 Utd, 디나모 키예프, 페예노르트와 E조에 편성되었고, 이 조에서 1위로 2차 조별리그에 진출하였다. 2차 조별리그에서 유벤투스는 맨체스터 Utd와의 경기에서 두번 모두 패하고 (1-2, 0-3), 바젤에 1-2로 패하였으나, 8강전 진출에 성공하였고, 연장전 끝에 바르셀로나를 연장전 끝에 무너뜨렸다. (1-1, 2-1) 준결승전에서 유벤투스는 레알 마드리드와의 1차전에서 1-2로 패하였으나, 2차전에서 3-1로 뒤집었다. 그러나, 파벨 네드베트는 경고 누적을 당함에 따라, 결승전에 참전하지 못하게 되었다.

## 경기

### 요약
경기는 지루하게 진행되었고, 밀란은 안드리 셰우첸코의 골이 후이 코스타가 잔루이지 부폰의 시야를 오프사이드 위치에서 막음에 따라 취소되었다. 그러나, 리플레이에서 후이 코스타가 슈팅 이전에 부폰의 시야 밖으로 나갔다는 것이 확인되었으나, 판정은 번복되지 않았다. 안토니오 콘테는 후반전에 나와 결승골을 넣을 뻔 하였으나, 지다를 넘긴 헤딩은 윗골대를 흔들기만 했다. 안드레아 피를로의 슈팅도 윗골대를 때렸다. 후반전을 시작으로 두 팀은 수비벽만 쌓았고, 적극적인 공격을 하지 않았다.
유벤투스와 밀란 양쪽 모두 경기 도중에 수비수 부상이 발생하였다. 이고르 투도르는 전반전에서 왼쪽 햄스트링 부상으로 교체되어 나갔고, 호케 주니오르는 피로와 부상으로 경기장을 나가, 남은 시간동안 밀란은 10명으로 유벤투스를 상대하여야 했다. (호케 주니오르가 나가기 전에 밀란은 이미 교체카드 3장을 모두 사용하였다.)
승부차기에서 지다가 다비드 트레제게, 마르셀로 살라예타와 파올로 몬테로의 공을 막을때, 지지자들이 재생 화면을 통해 득점선 앞에서 막은 것을 확인함에 따라 논란이 있었다. 잔루이지 부폰도 클라렌서 세이도르프와 카하 칼라제의 공을 선방할 때에도 득점선 앞에서 막았다. 안드리 셰우첸코는 마지막 주자로 나서 골망을 흔들어 밀란의 통산 6번째 우승을 안겼다. 셰우첸코는 챔피언스리그 메달을 획득한 첫 우크라이나인이 되었다.
| 유벤투스                                            | 0 – 0 (연장전) | 밀란                                               |
| --------------------------------------------------- | -------------- | -------------------------------------------------- |
|                                                     | 리포트         |                                                    |
| 승부차기                                            |                |                                                    |
| 트레제게 · 비렌델리 · 살라예타 · 몬테로 · 델 피에로 | 2 - 3          | 세르지뉴 · 세이도르프 · 칼라제 · 네스타 · 셰우첸코 |

| 유벤투스 | 밀란 |

|               |    |                             |      |     |
|               |    |                             |      |     |
| GK            | 1  | 잔루이지 부폰               |      |     |
| RB            | 21 | 릴리앙 튀랑                 |      |     |
| CB            | 2  | 치로 페라라                 |      |     |
| CB            | 5  | 이고르 투도르               |      | 42′ |
| LB            | 4  | 파올로 몬테로               |      |     |
| RM            | 16 | 마우로 카모라네시           |      | 46′ |
| CM            | 3  | 알레시오 타키나르디         | 69′  |     |
| CM            | 26 | 에드가 다비즈               |      | 65′ |
| LM            | 19 | 잔루카 참브로타             |      |     |
| CF            | 17 | 다비드 트레제게             |      |     |
| CF            | 10 | 알레산드로 델 피에로 (주장) | 111′ |     |
| 교체 명단:    |    |                             |      |     |
| GK            | 12 | 안토니오 키멘티             |      |     |
| DF            | 7  | 잔루카 페소토               |      |     |
| DF            | 13 | 마크 율리아노               |      |     |
| MF            | 8  | 안토니오 콘테               |      | 46′ |
| MF            | 15 | 알레산드로 비린델리         |      | 42′ |
| FW            | 24 | 마르코 디 바이오            |      |     |
| FW            | 25 | 마르셀로 살라예타           |      | 65′ |
| 감독:         |    |                             |      |     |
| 마르첼로 리피 |    |                             |      |     |

|                 |    |                         |     |     |
|                 |    |                         |     |     |
| GK              | 12 | 지다                    |     |     |
| RB              | 19 | 알레산드로 코스타쿠르타 | 18′ | 66′ |
| CB              | 13 | 알레산드로 네스타       |     |     |
| CB              | 3  | 파올로 말디니 (주장)    |     |     |
| LB              | 4  | 카하 칼라제             |     |     |
| CM              | 8  | 젠나로 가투소           |     |     |
| CM              | 21 | 안드레아 피를로         |     | 71′ |
| CM              | 20 | 클라렌서 세이도르프     |     |     |
| AM              | 10 | 후이 코스타             |     | 87′ |
| CF              | 7  | 안드리 셰우첸코         |     |     |
| CF              | 9  | 필리포 인차기           |     |     |
| 교체 명단:      |    |                         |     |     |
| GK              | 18 | 크리스티안 아비아티     |     |     |
| DF              | 24 | 마르틴 라우르센         |     |     |
| DF              | 25 | 호케 주니오르           |     | 66′ |
| MF              | 17 | 크리스티안 브로키       |     |     |
| MF              | 23 | 마시모 암브로시니       |     | 87′ |
| MF              | 27 | 세르지뉴                |     | 71′ |
| FW              | 11 | 히바우두                |     |     |
| 감독:           |    |                         |     |     |
| 카를로 안첼로티 |    |                         |     |     |

| 맨 오브 더 매치: 파올로 말디니 (밀란) 부심: 크리스티안 슈레어 (독일) 하이너 뮐러 (독일) 제4심판: 볼프강 슈타르크 (독일) |

## 통계
|            | 유벤투스 | 밀란 |
| ---------- | -------- | ---- |
| 득점       | 0        | 0    |
| 슈팅       | 4        | 5    |
| 유효 슈팅  | 1        | 3    |
| 점유율     | 46%      | 54%  |
| 코너킥     | 2        | 7    |
| 반칙       | 12       | 13   |
| 오프사이드 | 0        | 4    |
| 경고       | 0        | 1    |
| 퇴장       | 0        | 0    |

|            | 유벤투스 | 밀란 |
| ---------- | -------- | ---- |
| 득점       | 0        | 0    |
| 슈팅       | 7        | 9    |
| 유효 슈팅  | 1        | 3    |
| 점유율     | 51%      | 49%  |
| 코너킥     | 3        | 6    |
| 반칙       | 22       | 10   |
| 오프사이드 | 1        | 2    |
| 경고       | 2        | 0    |
| 퇴장       | 0        | 0    |

|            | 유벤투스 | 밀란 |
| ---------- | -------- | ---- |
| 득점       | 0        | 0    |
| 슈팅       | 11       | 14   |
| 유효 슈팅  | 2        | 6    |
| 점유율     | 49%      | 51%  |
| 코너킥     | 5        | 13   |
| 반칙       | 34       | 23   |
| 오프사이드 | 1        | 6    |
| 경고       | 2        | 1    |
| 퇴장       | 0        | 0    |

## 같이 보기
- 2002-03년 UEFA 챔피언스리그